# Annik Plamondon
Annik Plamondon (* 7. April 1983 in Longueuil, Québec) ist eine kanadische Shorttrackerin.
Plamondon startete erstmals 2002 beim CODA Invitational auf internationaler Shorttrack-Ebene. Nachdem sie nur ein Jahr später Achte bei den Kanadischen Meisterschaften über 500 Meter geworden war und zweimal bei den Kanadischen Spielen triumphiert hatte, wurde sie Ende der Saison 2002/03 Elfte in der nationalen Rangliste. Obwohl sie diese Platzierung im folgenden Winter nicht halten konnte, nominierte der Verband sie im Februar 2005 gemeinsam mit der Staffel zum Shorttrack-Weltcup in der Slowakei. Dort gelang ihr auf Anhieb der zweite Rang, dennoch folgten für einige Jahre keine weiteren Einsätze in der höchsten Wettkampfserie des Shorttracks. Als Doppelsiegerin bei der Alta Valtellina Trophy 2006 meldete sich die Kanadierin wieder in der internationalen Klasse zurück, dazu schaffte sie mit dem siebten Rang ihr bis dahin bestes Ergebnis in der kanadischen Rangliste.
Die Saison 2006/07 verlief für Plamondon sehr erfolgreich. Bei den beiden Weltcupstationen in Kanada, die in Saguenay und Montréal stattfanden, erreichte sie sowohl auf den Einzelstrecken als auch mit der Staffel gute Resultate. Während sie über 500 Meter immerhin einen sechsten Platz schaffte, gelang ihr mit der Staffel nach dem Bronzerang in Saguenay sogar der Sieg in Montréal. Ebenfalls im Team gewann sie die Bronzemedaille bei der Weltmeisterschaft 2007 und bei der Team-WM des gleichen Jahres. Aufgrund dieser guten Ergebnisse platzierte sie sich zum Saisonabschluss auf dem vierten Rang der nationalen Rangliste.
Nachdem Plamondon den Winter 2007/08 wegen Verletzungen und einer Krankheit verpasst hatte, startete sie in den Shorttrack-Weltcup 2008/09 wieder mit Top-10-Resultaten, darunter einem achten Rang über 1500 Meter. Auch mit der Staffel wurde sie erneut einmal Dritte.